# 東京猩紅
《東京猩紅》（日语：東京スカーレット〜警視庁NS係），2014年日本電視劇，在2014年7月15日起於TBS電視台火曜電視劇時段播放。此劇由水川麻美主演，為她在《合宿的戀人》後時隔一年半再次主演連續劇，也是她暌違五年再次飾演警察。
劇名中「猩紅」是指警視廳搜查一課的警察專屬徽章的顏色，「NS」即是「New Service」（新服務）的簡稱。「NS係」是劇中警方因為臨近2020年東京奧運，希望清除警視廳內缺乏女性高層所引致來自國外的負面印象，因而設立由女警擔任係長的新部門。

## 角色表

### 主要人物
- 鳴滝杏

演 - 水川麻美 （香港配音：梁少霞）
捜査官。暱稱「玲瓏杏」。
- 阿藤宗介

演 - 生瀨勝久（香港配音：朱子聰）
警部補。
- 堀德美

演 - 菅原大吉（香港配音：招世亮）
捜査官。
- 荒木田滿

演 - 近藤公園（香港配音：張方正）
捜査官。
- 出町泉（出町いずみ）

演 - 木村綠子（香港配音：袁淑珍）
係長。
- 岩井十三

演 - 中村雅俊（香港配音：張炳強）
課長。

### 捜查第一課
- 赤松公彦

演 - 青山勝（香港配音：馮錦堂）
理事官。
- 和久井弘志

演 - 松澤一之（香港配音：林國雄）
捜査官。
- 森島裕也

演 - 內倉憲二（香港配音：劉昭文）
捜査官。

### 其他
- 木村芽衣

演 - 奥村佳惠（香港配音：陳琴雲）
鳴滝經常光顧的居酒屋「貓頭鷹」店員。

### 客串
出場次數多於一集的角色會在中標明集數。

#### 第1集
- 芝浜勘太郎（東京都知事，NS係的發起人） - 拉沙爾石井（第2、6集）（香港配音：潘文柏）
- 坂本健太（「有明清潔服務」清潔工）- 內野謙太（香港配音：劉奕希）
- 三澤百合子（死者，俱樂部女公關）- 岩田小百合（香港配音：羅孔柔）
- 遠山卓郎（時裝店老闆） - 伊東孝明（香港配音：蘇強文）
- 遠山佳織（遠山的妻子） - 東風萬智子（香港配音：沈小蘭）
- 小林徹 / 濱中佑太郎（鳴瀧的男友，婚姻欺詐騙徒） - 黄川田將也（香港配音：麥皓豐）
- 占卜師 - 新橋耐子（最終話）（香港配音：蔡惠萍）
- 前田虎之介（警視總監） - 中平良夫（香港配音：陳曙光）
- 馬場龍一（警視廳刑事部部長） - 小川隆市（香港配音：馮志輝）
- 佐藤一郎（盜竊犯） - 島津健太郎（香港配音：潘文柏）
- 鳥飼由希（警視廳刑事部捜査第一課捜査官） - 田口寛子（香港配音：魏惠娥）

#### 第2集
- 小田光彦（肢解謀殺案屍體遺棄事件疑犯） - 梶原善（香港配音：李錦綸）
- 夢野圭一郎（屍體遺棄現場土地持有人，漫画家） - 髙橋洋（香港配音：黃啟昌）
- 白石克明（肢解謀殺案屍體回收者） - 兒玉貴志（香港配音：陳廷軒）
- 下川吾郎（「鬼燈旅館」主人） - 野口雅弘（香港配音：林國雄）
- 下川美枝子（「鬼燈旅館」女主人） - 東佳代子（香港配音：陸惠玲）
- 柿谷次郎（夢野的總編輯） - 賀川黑之助（香港配音：葉振聲）
- 丸岡颯太（交通意外受害者） - 中山卓也（香港配音：周倚天）
- 野島由佳里（事件目撃者） - 保田美帆（香港配音：羅孔柔）
- 村上仁志（事件目撃者，野島的男朋友） - 相馬一貴（香港配音：鄧志堅）
- 栗山峰夫（柿谷的下屬） - 鈴木文健（香港配音：關令翹）
- 陳美玲（肢解謀殺案屍體遺棄事件首謀者） - 福田由美（香港配音：黃瑩瑩）

#### 第3集
- 原田志保（在榊屋兼職工作的主管） - 小林涼子（香港配音：何璐怡）
- 三浦万里江（原田的同事，兼職工作） - 玄里（香港配音：黃瑩瑩）
- 榊清文（「榊氏食品公司」社長，村山的故友） - 山崎大輔（第8集）（青年：川並淳一）（香港配音：黃子敬；青年：李安邦）
- 白川三千雄（「榊屋」南東京地區經理） - 奥田達士（香港配音：潘文柏）
- 福室征治（「榊屋」品川一號店店長） - 津村知与支（香港配音：黃啟昌）
- 古賀（「古賀汽車」社長） - 有福正志（香港配音：盧國權）
- 財前茂光（盜竊慣犯） - 柳憂怜（香港配音：劉奕希）
- 下平早苗（鳴滝的朋友） - 河本千明（第7話）（香港配音：陸惠玲）
- 今堀未希（「榊屋」品川一號店前任店長） - 沖田愛（香港配音：詹健兒）
- 松平貴（原田的同事，兼職工作） - 町井祥真（香港配音：李鎮然）
- 山本京子（原田的同事，兼職工作） - 土井玲奈（香港配音：凌晞）
- 島村美玖（原田的同事，兼職工作） - 中村沙樹（香港配音：詹健兒）
- 保坂（「榊屋」品川二號店店長） - 谷口翔太（香港配音：巫哲棋）

#### 第4集
- 桂井麻夫（「多摩生体科学研究」研究員） - 川岡大次郎（香港配音：陳卓智）
- 加賀彬（「多摩生体科学研究」教授） - 中村育二（香港配音：黃子敬）
- 矢部真人（散播病毒的模仿犯） - 少路勇介（香港配音：李致林）
- 今井隆（帝都大學研究生） - 淺利陽介（香港配音：林筠翔）
- 水原修司（警視廳参事官） - 大鷹明良（香港配音：李錦綸）
- 水木（東京感染症研究所研究員） - 若林久弥（香港配音：劉奕希）

#### 第5集
- 横井剛史（連環搶劫殺人事件的加害者，死囚） - 弓削智久
- 横井真由子（横井的妻子） - 中村友理（童年：桑野空）（香港配音：陳皓宜）
- 黑川秀輝（搶劫殺人事件死者的兒子） - 窪塚俊介（香港配音：陳耀楠）
- 岡林信之（警視廳新宿中央警察署前任捜査官） - 村田雄浩（香港配音：馮志輝）
- 岡林春菜（岡林的女兒） - 小野花梨（香港配音：羅孔柔）
- 岬加奈子（搶劫殺人事件的受害者） - 松本舞（香港配音：沈小蘭）
- 黑川秀雄（搶劫殺人事件的受害者） - 田野良樹

#### 第6集
- 鈴木鈴（女演員） - 森寬和（香港配音：劉惠雲）
- 森田直繼（鈴的經理人） - 東根作寿英（香港配音：麥皓豐）
- 井岡泰輔（夜總會「黑鳥之湖」的公關） - 手塚通（香港配音：馮錦堂）
- 廣本修吾（舞的粉絲） - 夙川ATOM（香港配音：陳成港）
- 河邊敏夫（電話騙案騙徒） - 宮島朋宏（香港配音：周倚天）
- 田中舞（女演員） - 和栗美優
- 吉池達也（鈴的兒子） - 細野涼聖（香港配音：陳琴雲）
- 如月優斗（童星） - 首藤一心（香港配音：鄭麗麗）

#### 第7集
- 若林玄（音樂家，前樂隊「五次元」成員） - 武東冬樹（香港配音：馮志輝）
- 井上晃司（地產管理公司「東京之家」社長，前樂隊「五次元」成員） - 中島久之（香港配音：李錦綸）
- 井上君子（井上的妻子，若林的前妻） - 結城忍（香港配音：沈小蘭）
- 伊藤繪理（井上的秘書） - 末永遥（香港配音：魏惠娥）
- 崎田逸郎（「東京之家」専務） - 坂西良太（香港配音：陳永信）
- 八木（警視廳鑑識課員） - 信太昌之（香港配音：盧國權）
- 高橋惠（井上的秘書） - 石原溫美（香港配音：黃瑩瑩）

#### 第8集
- 村山耕三（前「四井製作所」機械工，榊的故友） - 金田明夫（青年：酒井貴浩）（香港配音：盧國權；青年：李震權）
- 鳴瀧敏郎（杏的父親，鞋匠） - 前田吟（香港配音：陳永信）
- 松永優太（村山的至交，前「榊氏食品公司」咖哩店員工） - 清水優（香港配音：陳卓智）
- 田代澄江（村山、榊的故友） - 田根樂子（香港配音：雷碧娜）
- 鈴木貴之（「三葉草咖哩店」店員） - 岩瀬亮（香港配音：梁偉德）
- 阿和（村山的至交） - 山崎畫大（香港配音：李錦綸）
- 藤井尚子（村山的女兒） - 高橋麻理（香港配音：林芷筠）
- 村山千紗子（村山的妻子） - 白井美貴（香港配音：李潤知）

#### 最終話
- 坂口由利惠（自由記者） - 星野真里（香港配音：林元春）
- 三原貴子（江藤康史事務所員工） - 遊井亮子（香港配音：曾佩儀）
- 小笠原秀雄（「帝榮集團」會長，暴行事件受害者） - 濱田晃（香港配音：譚炳文）
- 柳原仙太郎（「復興河川街坊會」會員） - 佐藤蛾次郎（香港配音：陳曙光）
- 江藤康史（東京都議會議員） - 近江谷太朗（香港配音：馮志輝）
- 新山友宏（「復興河川街坊會」會員，暴行事件加害者） - 阿部進之介（香港配音：黃啟昌）
- 望月德雄（「復興河川街坊會」會員） - 兒玉頼信（香港配音：盧國權）
- 秋本紗榮子（「復興河川街坊會」會員） - 吉田幸矢（香港配音：黃麗芳）
- 前原雄輔（下水道維修工作中意外死亡，坂口的未婚夫） - 粟島瑞丸（香港配音：黃積權）
- 新山宏嗣（下水道維修工作中意外死亡，新山友宏的父親） - 針原滋

## 收視率
| 集數                                                     | 播出日期 | 副標題 | 劇本     | 導演     | 收視率 |
| -------------------------------------------------------- | -------- | ------ | -------- | -------- | ------ |
| 1                                                        | 7月15日  |        | 岩下悠子 | 近藤俊明 | 9.8%   |
| 2                                                        | 7月22日  |        | 岩下悠子 | 近藤俊明 | 6.6%   |
| 3                                                        | 7月29日  |        | 入江信吾 | 森本浩史 | 6.6%   |
| 4                                                        | 8月5日   |        | 櫻井武晴 | 森本浩史 | 5.7%   |
| 5                                                        | 8月12日  |        | 岩下悠子 | 近藤俊明 | 5.4%   |
| 6                                                        | 8月19日  |        | 入江信吾 | 近藤俊明 | 4.8%   |
| 7                                                        | 8月26日  |        | 櫻井武晴 | 森本浩史 | 6.8%   |
| 8                                                        | 9月2日   |        | 岩下悠子 | 森本浩史 | 5.2%   |
| 9                                                        | 9月9日   |        | 岩下悠子 | 近藤俊明 | 7.5%   |
| 平均收視率：6.6%（收視率由Video Research於關東地區統計） |          |        |          |          |        |

## 外部連結
- TBS官方網站 （页面存档备份，存于）（日語）

| 日本TBS 週二連續劇                     | 日本TBS 週二連續劇                             | 日本TBS 週二連續劇 |
| -------------------------------------- | ---------------------------------------------- | ------------------ |
|                                        | 東京猩紅〜警視廳NS係 （2014年7月15日－9月9日） |                    |
| 總會有辦法的2 （2014年4月22日－6月24日） | 女性絕不允許 （2014年10月21日－12月23日）      |                    |

| 香港 無綫網絡電視煲劇1台 星期六 14:00-16:00及18:30-20:30 1月24日 15:00-16:00及19:30-20:30 2月14日起 14:00-16:00、18:30-20:30及23:00-01:00 | 香港 無綫網絡電視煲劇1台 星期六 14:00-16:00及18:30-20:30 1月24日 15:00-16:00及19:30-20:30 2月14日起 14:00-16:00、18:30-20:30及23:00-01:00 | 香港 無綫網絡電視煲劇1台 星期六 14:00-16:00及18:30-20:30 1月24日 15:00-16:00及19:30-20:30 2月14日起 14:00-16:00、18:30-20:30及23:00-01:00 |
| --- | --- | --- |
| | （2015年1月24日－2月21日） | |
| （2014年12月20日－2015年1月24日） | （2015年2月28日－2015年3月28日） | |